# Monterrey Challenger
Monterrey Challenger, właśc. Abierto GNP Seguros – męski turniej tenisowy rangi ATP Challenger Tour. Rozgrywany na kortach twardych w meksykańskim Monterrey od 2015 roku.

## Mecze finałowe

### Gra pojedyncza
| Rok  | Mistrz              | Finalista            | Wynik            |
| 2022 | Fernando Verdasco   | Prajnesh Gunneswaran | 4:6, 6:3, 7:6(3) |
| 2021 | Nie rozgrywany      | Nie rozgrywany       | Nie rozgrywany   |
| 2020 | Adrian Mannarino    | Aleksandar Vukic     | 6:1, 6:3         |
| 2019 | Aleksandr Bublik    | Emilio Gómez         | 6:3, 6:2         |
| 2018 | David Ferrer        | Ivo Karlović         | 6:3, 6:4         |
| 2017 | Maximilian Marterer | Bradley Klahn        | 7:6(3), 7:6(6)   |
| 2016 | Ernesto Escobedo    | Denis Kudla          | 6:4, 6:4         |
| 2015 | Thiemo de Bakker    | Víctor Estrella      | 7:6(1), 4:6, 6:3 |

### Gra podwójna
| Rok  | Mistrzowie                            | Finaliści                                 | Wynik             |
| 2022 | Hans Hach Verdugo Austin Krajicek     | Robert Galloway John-Patrick Smith        | 6:0, 6:3          |
| 2021 | Nie rozgrywany                        | Nie rozgrywany                            | Nie rozgrywany    |
| 2020 | Karol Drzewiecki Gonçalo Oliveira     | Orlando Luz Rafael Matos                  | 6:7(5), 6:4, 11–9 |
| 2019 | Evan King Nathan Pasha                | Santiago González Aisam-ul-Haq Qureshi    | 7:5, 6:2          |
| 2018 | Marcelo Arévalo Jeevan Nedunchezhiyan | Leander Paes Miguel Ángel Reyes-Varela    | 6:1, 6:4          |
| 2017 | Christopher Eubanks Evan King         | Marcelo Arévalo Miguel Ángel Reyes-Varela | 7:6(4), 6:3       |
| 2016 | Evan King Denis Kudla                 | Jarryd Chaplin Ben McLachlan              | 6:7(4), 6:4, 10–2 |
| 2015 | Thiemo de Bakker Mark Vervoort        | Paolo Lorenzi Fernando Romboli            | walkower          |